# Christoph Stradner
Christoph Stradner (* 20. Februar 1970 in Wien) ist ein österreichischer Cellist. Er war Solocellist mehrerer renommierter Orchester. Seit 2004 ist er erster Solocellist der Wiener Symphoniker, seit 2012 zudem der Cellist des Altenberg Trios. Ferner tritt er häufig als Solist auf. 2017 spielte er die Solo-Suiten von Johann Sebastian Bach ein.

## Leben und Wirken
Einer Musikerfamilie entstammend, studierte er bei Frieda Litschauer und Wolfgang Herzer in Wien sowie bei William Pleeth, in London. Es folgten Meisterkurse bei Mischa Maisky, Daniel Schafran, Steven Isserlis und David Geringas.
Stradner war Solocellist des Tonkünstlers-Orchesters Niederösterreich, der Camerata Salzburg und des Concentus Musicus Wien. Seit 2004 ist er erster Solocellist der Wiener Symphoniker. Von 2006 bis 2018 hatte er eine Professur am Konservatorium der Stadt Wien (seit November 2015 Musik und Kunst Privatuniversität der Stadt Wien) inne. Seit 2012 ist der Cellist des Altenberg Trios.
Als Solist konzertierte er mit den Dirigenten Adam Fischer, Fabio Luisi und gemeinsam mit den Wiener Symphonikern, dem Mozarteum-Orchester-Salzburg, der Österreichisch-Ungarischen Haydn Philharmonie, den Belgrader Philharmonikern oder dem Tonkünstler-Orchester Niederösterreich.  Konzertreisen führten ihn in Länder Europas und Asiens. Solistische Auftritte bei internationalen Festivals und eine Kammermusiktätigkeit sind für ihn genauso wesentlich wie die Konzerte mit dem Ensemble „Acht Cellisten der Wiener Symphoniker“, dessen Leiter er ist.
Stradner spielt das nach ihm benannte Stradivari-Cello „Stradner“ aus dem Jahr 1680.

## Auszeichnungen
- 1. Preis beim Österreichischen Wettbewerb „Jugend Musiziert“, 1991[9]
- 1. Preis beim „Concurso Internacional de Violonchelo“, Murcia, 1993

## Diskographische Hinweise
- 1995: Strauss, Webern, Goldmark, Suk: Turn of the Century – Cello (Dorian)
- 2004: Hans Gal, Klaviertrios (Camerata)
- 2006: Tschaikowski. Acht Cellisten der Wiener Symphoniker (Camerata)
- 2009: Richard Strauss: Don Quixote. Wiener Symphoniker, Fabio Luisi
- 2011: Violoncello solo: Paganini, Cassado, Krenek, Ysaye (VMS210)
- 2011: Mieczyslaw Weinberg: 2. Cellosonate (Neos)
- 2011: Mieczyslaw Weinberg: Streichtrio (Neos)
- 2011: Bach, Villa Lobos. Acht Cellisten der Wiener Symphoniker (Preiser Records)
- 2017: Bach – The Cello Suites (Espressivo Records)[10]